# Nathaniel Booth
Nathaniel Booth, 4e baron Delamer (9 juin 1709 – 9 janvier 1770), noble et parlementaire britannique, président de commissions de la Chambre des lords (1765).

## Vie
Fils de l'hon. et très révérend Robert Booth (1662–1730), doyen de Bristol, il succède à la mort en 1758 de son cousin le 2e comte de Warrington, aux titres familiaux de baron et de baronnet, mais pas des domaines ancêtraux ni le titre de comte qui s'éteint.
Déclassé, en 1743 il épouse Margaret Jones, fille de Richard Jones de Ramsbury Manor (Wiltshire). Le baron et sa femme (m. 1773) résidaient à Brook House (Hampstead) dans le Middlesex.
Il existe un portrait du baron Delamer d'après Hyacinthe Rigaud. Le titre de baron s'éteint à sa mort, tandis que son cousin, le révérend Sir George Booth, réussi à la baronnetie.